# Кримське (Євпаторійський район)
Кри́мське (до 1948 року — Авє́ль; крим. Avel) — село Євпаторійського району Автономної Республіки Крим.
Відстань від райцентру до населеного пункта становить 35 кілометрів по прямій.
Лютеранська колонія заснована в 1897 р. вихідцями з біловезьких колоній.